# Poldark (série télévisée, 2015)
Pour les articles homonymes, voir Poldark.
Poldark est une série télévisée britannique créée par Debbie Horsfield et adaptée de la série littéraire du même nom écrite par Winston Graham.
Elle a été diffusée au Royaume-Uni entre le 8 mars 2015 et le 26 août 2019 sur BBC One. En France et en Belgique, la série a été diffusée à partir du 15 juillet 2016, puis à la télévision sur RMC Story à partir du 28 septembre 2018 et Chérie 25 à partir du 28 décembre 2019, et au Québec à partir du 6 avril 2017 sur Télé-Québec,.
L'intégralité de la série est sortie en DVD quelque temps avant sa diffusion à la télévision sous le label Koba Films.

## Synopsis
En Cornouailles (comté de l'extrême sud-ouest du Royaume-Uni), à la fin du XVIIIe siècle, Ross Poldark revient de la guerre d'Indépendance américaine pour retrouver sa bien-aimée, mais il ne trouve qu'un monde en ruine : son père est mort, la mine familiale a fermé et la femme qu'il convoitait avant la guerre est fiancée à son cousin. En ville, Ross rencontre une jeune femme nommée Demelza Carne, habillée en garçon. Après avoir appris que son père la battait, Poldark lui propose de l'engager comme aide cuisinière, et décide finalement de l'épouser. Il lutte ensuite pour aider les ouvriers de son père et les villageois tout en dirigeant la mine de cuivre dont il a hérité, poursuivi par l'arrogant et avide George Warleggan.
La première saison de la série télévisée est basée sur les deux premiers romans, correspondant aux années 1783-1789. La deuxième saison tire son contenu des troisième et quatrième romans (années 1790-1793). La troisième est basée sur le cinquième et la première moitié du sixième romans (années 1794-1796). La quatrième sur les sixième (seconde moitié) et septième romans (années 1796-1799). L'intrigue de la dernière saison se déroule dans les années 1800-1801 et constitue une innovation par rapport au contenu des romans (l'histoire racontée dans le huitième roman ne débutant, elle, qu'en 1810).

## Fiche technique
- Titre original : Poldark
- Titre français : Poldark
- Création : Debbie Horsfield
- Réalisation : Joss Agnewn, Sallie Aprahamian, Edward Bazalgette, William McGregor, Charlie Palmer, William Sinclair, Stephen Woolfenden, Brian Kelly, Justin Molotnikov, Richard Senior
- Scénario : Debbie Horsfield d'après la série littéraire de Winston Graham (1945-2002)
- Direction artistique : Jeff Tessler, Ed Turner, Catrin Meredydd
- Décors : Andrew Lavin, Phil Noall, Paul Gilpin, Dominic Roberts
- Costumes : Howard Burden, Ros Little, Marianne Agertoft, Susannah Buxton
- Photographie : Nick Dance, Cinders Forshaw, David Rom, Simon Archer, Adam Etherington, Sergio Delgado, James Aspinall, Mark Waters
- Montage : Adam Green, Tim Hodges, Robin Hill, Jo Smyth, Melanie Viner-Cuneo, Anne Sopel, Helen Murphy, Adam Recht, Mike Phillips, Jeremy Strachan
- Musique : Anne Dudley
- Production : Margaret Mitchell, Michael Ray, Roopesh Parekh, Eliza Mellor 
  - Production exécutive : Debbie Horsfield, Rebecca Keane, Karen Thrussell, Damien Timmer, Polly Hill, Eliza Mellor
- Sociétés de production : Mammoth Screen, BBC
- Sociétés de distribution : BBC, ITV Studios Global Entertainment
- Pays de production :  Royaume-Uni
- Langue originale : anglais
- Format : couleur - 1080i - 16:9 - son stéréo

Audio format	Stereo
- Genre : drame historique
- Nombre de saisons : 5
- Nombre d'épisodes : 43
- Durée : 60 minutes
- Dates de première diffusion :
  - Royaume-Uni : 8 mars 2015
  - France, Belgique : 15 juillet 2016
  - Québec : 6 avril 2017

## Distribution

### Distribution principale
- Aidan Turner (VF : Thomas Roditi) : Ross Poldark
- Eleanor Tomlinson (VF : Delphine Rivière) : Demelza Poldark née Carne
- Heida Reed (VF : Véronique Desmadryl) : Elizabeth Poldark puis Warleggan née Chynoweth (saisons 1 à 4)
- Ruby Bentall (VF : Karine Foviau) : Verity Blamey née Poldark (saisons 1 à 4)
- Jack Farthing (VF : Damien Witecka) : George Warleggan
- Luke Norris (VF : Arnaud Arbessier) : Dr Dwight Enys
- Beatie Edney (VF : Véronique Alycia) : Prudie Paynter
- Pip Torrens (VF : Philippe Dumond) : Cary Warleggan
- Caroline Blakiston (VF : Cathy Cerda) : Agatha Poldark (saisons 1 à 3)
- Kyle Soller (VF : Anatole de Bodinat) : Francis Poldark (saisons 1 à 2)
- Phil Davis (VF : Cyrille Monge) : Jud Paynter (saisons 1 à 2)
- Gabriella Wilde (VF : Leslie Lipkins) : Caroline Enys née Penvenen (saisons 2 à 5)
- John Nettles (VF : Hervé Jolly) : Ray Penvenen (saison 2)
- Christian Brassington (VF : Olivier Podesta) : le révérend Osborne « Ossie » Whitworth (saisons 3 à 4)
- Ellise Chappell (VF : Lisa Caruso) : Morwenna Whitworth puis Carne née Chynoweth (saisons 3 à 5)
- Harry Richardson (VF : Hervé Grull) : Drake Carne (saisons 3 à 5)
- Tom York (VF : Maxime Baudouin) : Samuel « Sam » Carne (saisons 3 à 5)
- Josh Whitehouse (VF : Christophe Desmottes) : Hugh Armitage (saisons 3 à 4)
- Richard Harrington (VF : Éric Missoffe) : Andrew Blamey
- Freddie Wise : Geoffrey Charles Poldark (saison 5)
  - Louis Davinson (VF : Benjamin Bollen) : Geoffrey Charles Poldark (saison 4)
  - Harry Marcus : Geoffrey Charles Poldark jeune (saison 3)
- Vincent Regan : le colonel Edward « Ned » Despard (saison 5)
- Kerri McLean : Catherine « Kitty » Despard (saison 5)
- Tim Dutton (VF : Vincent Bonnasseau) : Joseph Merceron (saison 5)
- Peter Sullivan : Ralph Hanson (saison 5)
- Lily Dodsworth-Evans (VF : Léopoldine Serre) : Cecily Hanson (saison 5)

### Distribution récurrente
- Richard Hope (VF : Marc Perez) : Harris Pascoe
- Robin Ellis : Dr Halse
- Tristan Sturrock (VF : Sam Salhi) : Zacky Martin
- Turlough Convery (VF : Pascal Nowak) : Tom Harry (saison 2)
- Esme Coy (VF : Zina Khakhoulia) : Rowella Solway, née Chynoweth (saison 3)
- Sean Gilder (VF : Thierry Mercier) : Tholly Tregirls (saison 3)
- Ciara Charteris (VF : Edwige Lemoine) : Emma Tregirls (saison 3)
- John Hopkins (VF : Stéphane Fourreau) : Sir Francis Basset (saison 3)
- James Wilby : Lord Falmouth (saison 3)
- John Hollingworth (VF : Fabrice Lelyon) : le capitaine Henshawe (saisons 1 à 3)
- Mark Frost (VF : Serge Biavan) : Tom Carne (saisons 1 à 3)
- Sally Dexter (en) (VF : Annie Balestra) : Mrs. Chynoweth (saisons 1 à 2)
- Michael Culkin (VF : Richard Leroussel) : Horace Treneglos (saisons 1 à 2)
- Rory Wilton (VF : Sam Salhi) : Richard Tonkin (saisons 1 à 2)
- Henry Garrett (VF : Thibaut Belfodil) : le capitaine MacNeil (saisons 1 à 2)
- Patrick Ryecart : Sir Hugh Bodrugan (saisons 1 à 2)
- Crystal Leaity (VF : Aurélie Fournier) : Margaret Vosper (saisons 1 à 2)
- Warren Clarke (VF : Philippe Catoire) : Charles Poldark (saison 1)
- Jason Thorpe (VF : Jérôme Keen) : Sanson (saison 1)
- Robert Daws (VF : Michel Voletti) : le docteur Choake (saison 1)
- Alexander Arnold (VF : Tony Marot) : Jim Carter (saison 1)
- Gracee O'Brien (VF : Claire Baradat) : Jinny Carter
- Sabrina Bartlett (VF : Adeline Chetail) : Keren Smith (saison 1)
- Harriet Ballard (VF : Cindy Lemineur) : Ruth Teague (saison 1)
- Mary Woodvine : Mrs. Teague (saison 1)
- Daniel Cook : John Treneglos (saison 1)
- Alexander Morris (VF : Christophe Desmottes) : James Blamey (saisons 1 à 2)
- Isabella Parriss : Esther Blamey, fille d'Andrew (saison 2)
- Sebastian Armesto (VF : Sébastien Desjours) : Tankard (saison 2)
- Hugh Skinner (VF : Benjamin Gasquet) : Unwin Trevaunance (saison 2)
- Ross Green (VF : Jérémy Prévost) : Charlie Kempthorne (saison 2)
- Amelia Clarkson (VF : Joséphine Ropion) : Rosina Hoblyn (saisons 2-4 et 5)
- Lewis Peek (VF : Christophe Desmottes) : Ted Carkeek (saison 2)
- Rose Reynolds (VF : Anouck Hautbois) : Betty Carkeek (saison 2)
- Richard McCabe : Mr. Trencrom (saison 2)
- Emma Spurgin Hussey : Mrs. Zacky Martin
- Ed Browning : Paul Daniel
- Matthew Wilson (VF : Éric Marchal) : Mark Daniel
- Edward Bennett : William Pitt (saison 4)
- Jack Riddiford (VF : Nicolas Duquenoy) : Jago Martin (saison 4)
- Robin McCallum : le juge Trehearne (saison 4)
- Emily Patrick : Belinda (saison 4)
- Mike Burnside : Nathaniel Pearce (saison 4)
- Cornelius Booth : Sir Christopher Hawkins (saison 4)
- Danny Kirrane : Harry Harry (saison 4)
- Josh Taylor : le vicomte Bollington (saison 4)
- Sophie Simnett : Andromeda Page (saison 4)
- Charlie Field : John Craven (saison 4)
- Adrian Lukis : Sir John Mitford (saison 4)
- Sofia Oxenham (VF : Anne-Charlotte Piau) : Tess Tregidden (saison 5)
- Anthony Calf : William Wickham (saison 5)
- Woody Norman : Valentin Warleggan (saison 5)
- Wensdae Gibbons : Clowance Poldark (saison 5)
- Oscar Novak : Jeremy Poldark (saison 5)
- Andrew Gower : James Hadfield (saison 5)
- Eoin Lynch : John Macnamara (saison 5)
- Peter Forbes : Thomas Erskine (saison 5)
- Norman Bowman : James Bannantine (saison 5)
- Simon Williams : Lord Justice Kenyon (saison 5)
- Simon Thorp : Dr Penrose (saison 5)
- Alexander Perkins : Stone (saison 5)
- Sam Crane : Sir Spencer Percival (saison 5)
- William Sebag-Montefiore : le président du jury (saison 5)
- Richard Dixon : Lord Ellenborough (saison 5)
- Dan O'Keefe : un garde de la prison de Coldbath (saison 5)
- Don Gallagher : le vicaire (saison 5)
- Zachary Fall : Laurent (saison 5)
- Nico Rogner : Jules Toussaint (saison 5)
- Max Bennett : Monk Adderley

Version française
- Sociétés de doublage : Mediadub International (1-2), Hiventy (3-4) [5],[6]
- Direction artistique : Éric Sola
- Adaptation des dialogues : Giacinto Picozzi (1-2) + Philippe Berdah (1), Guérine Regnaut (1-3), Sébastien Michel (3), Laurence Crouzet (3)[6]

 Source et légende : version française (VF) sur RS Doublage et DSD Doublage

## Production
Le tournage de la série a commencé en Cornouailles et à Bristol en avril 2014. La société de production est Mammoth Screen.

### Lieux de tournage

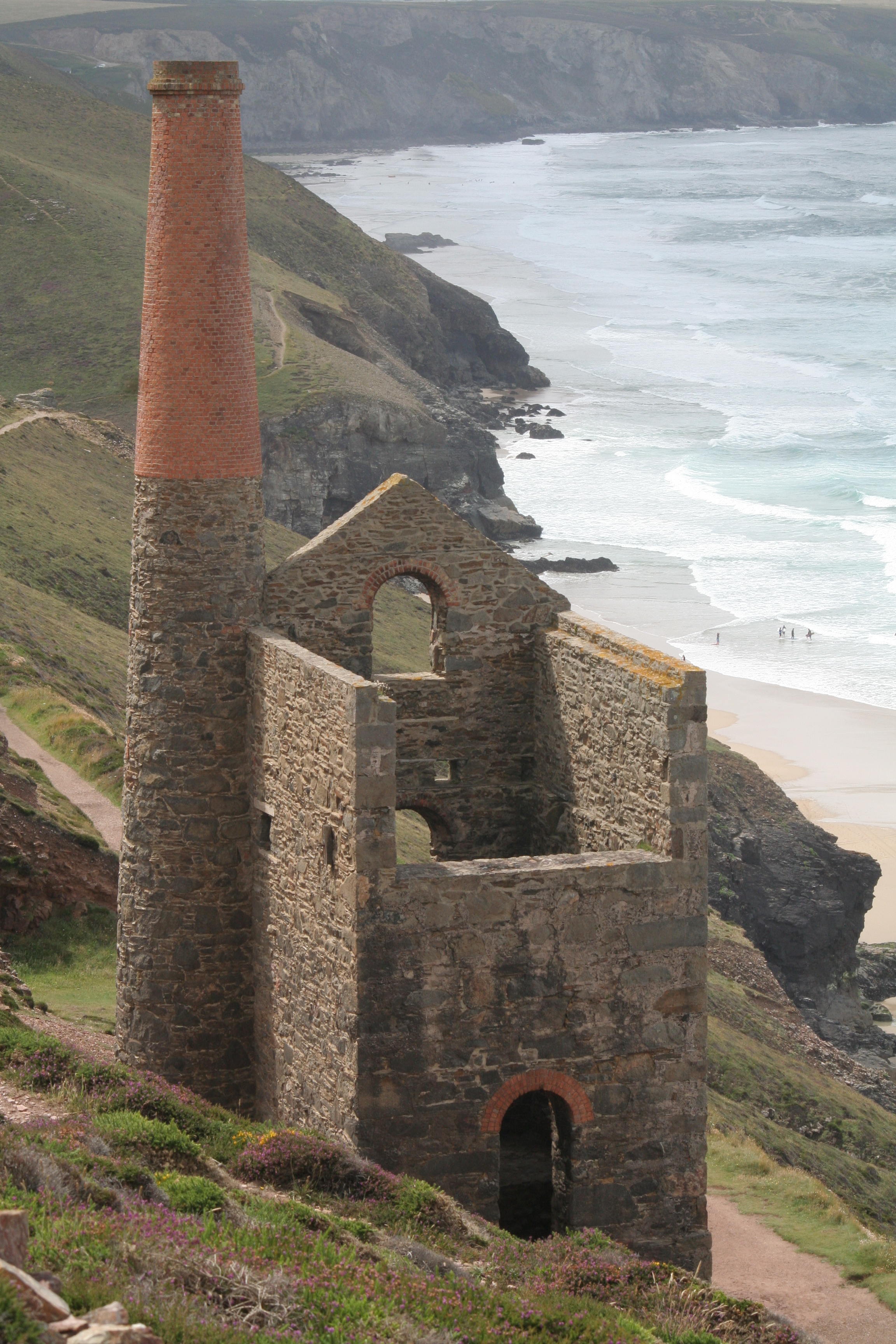
Wheal Grace (Wheal Coates (en))
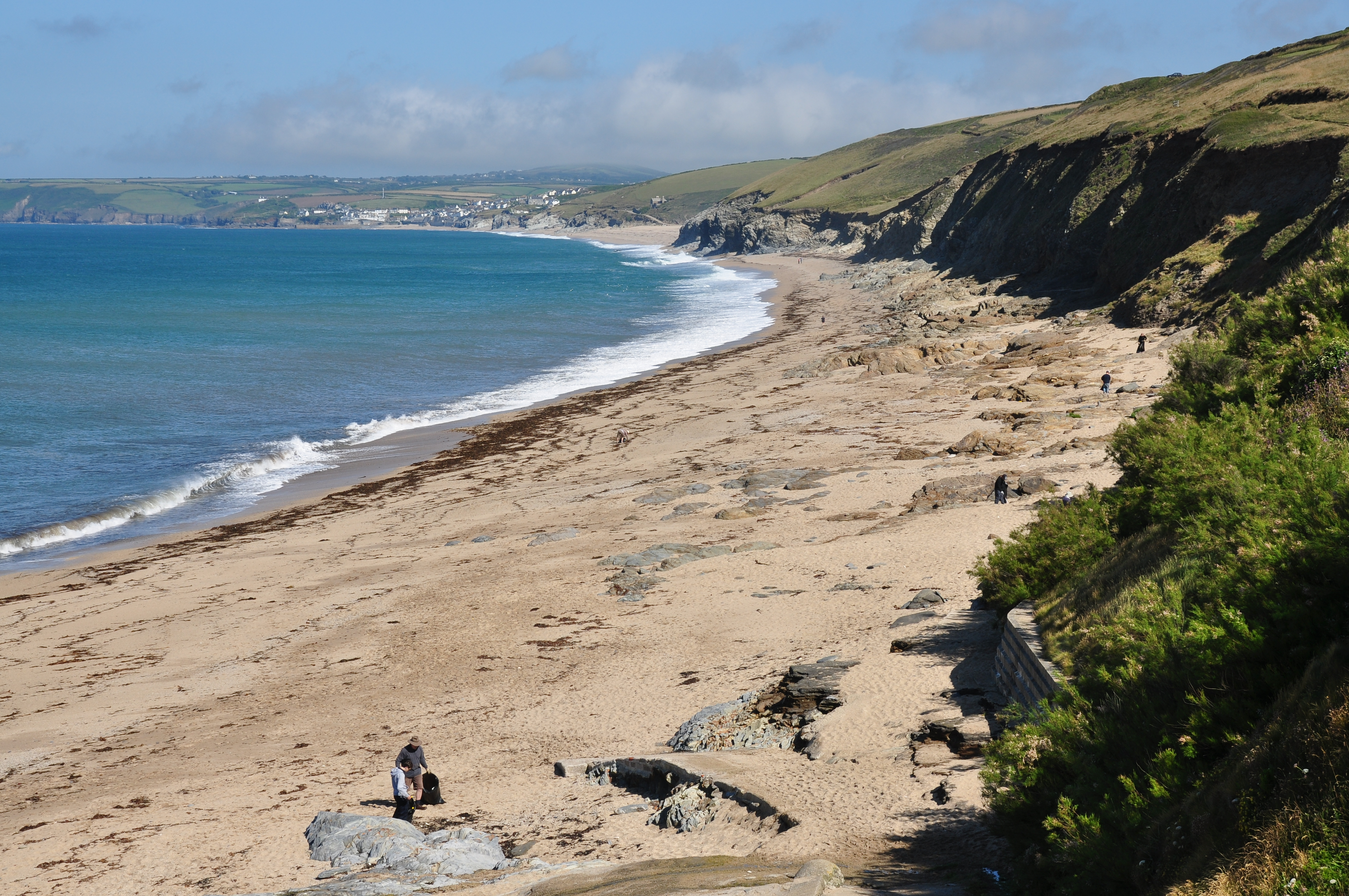
Gunwalloe
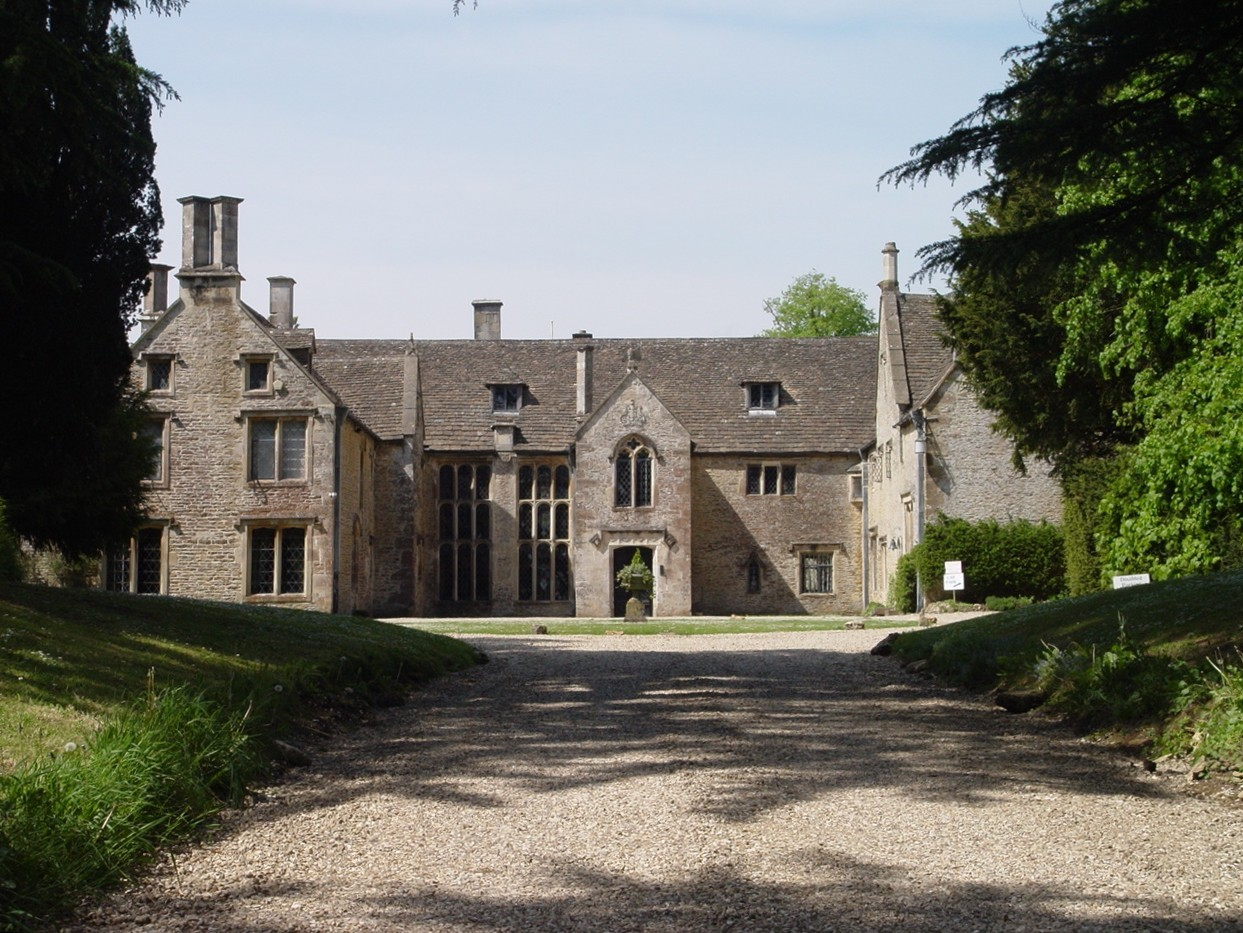
Trenwith House (Chavenage House)
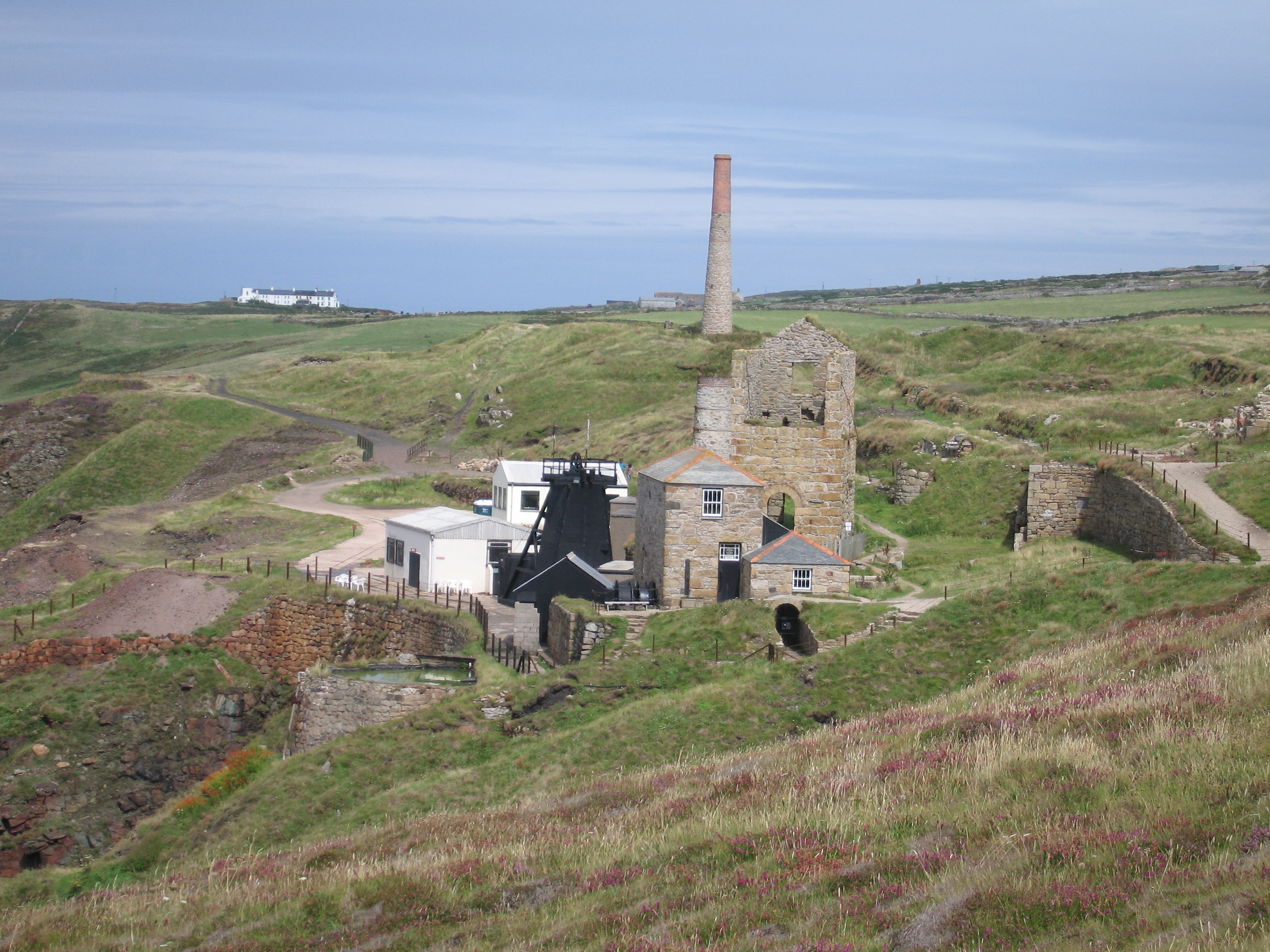
Levant Mine and Beam Engine (en)

Les principaux lieux de tournage se trouvent sur la côte nord de la Cornouailles à St Agnes Head (« Vallée de Nampara ») et à la mine Botallack près de St Just in Penwith (« Wheal Leisure », la mine que Ross Poldark essaye de sauver). La plage de Church Cove, Gunwalloe sur la péninsule de Lizard, a été utilisée comme scène de naufrage. Les scènes de ville ont été filmées à Corsham dans le Wiltshire et à Frome dans le Somerset.
Les scènes sous terre ont été tournées à la Poldark Mine en Cornouailles. Certaines scènes d'intérieur ont été tournées au Prior Park College à Bath dans le Somerset. Charlestown près de St Austell a été utilisée pour figurer Truro. Les autres lieux de tournage comprennent St Aubyn Estates à Porthgwarra (en), la plage de Porthcothan près de Newquay, Bodmin Moor (en), St Breward, la côte entre Botallack (en) et Levant (en), les falaises dans la région de Padstow, Holywell Bay, Porthcurno, Kynance Cove (en), Predannack Wollas, qui se trouvent tous en Cornouailles. À partir de la saison 4, les scènes censées se dérouler au Parlement britannique de Westminster à Londres sont tournées au Old Royal Naval College de Greenwich.

## Épisodes

### Première saison (2015)
- Épisode 1 : En Cornouailles, en Angleterre, à la fin du XVIIIe siècle. Ross Poldark revient de la guerre d'Indépendance américaine pour retrouver sa bien-aimée Elizabeth, mais il ne trouve qu'un monde en ruines : son père est mort, la mine familiale fermée et sa promise s'est engagée à épouser son cousin Francis. Heureusement pour Poldark, rien n'est perdu... Il sauve Demelza d'une bagarre et finit par l'embaucher comme aide-cuisinière.
- Épisode 2 : Ross cherche des investisseurs pour rouvrir la mine de son père. Pendant que Verity, sa cousine, s'entiche d'un douteux capitaine de navire. Ross décide d'accorder un rendez-vous à Verity et son capitaine, mais son père s'en rend compte et vient avec son fils chercher sa fille. Le capitaine Blamey et Francis s'affrontent en duel pour sauver l'honneur de Verity et Francis est gravement blessé. Ross et Demelza le soignent. Elizabeth remercie Ross d'avoir sauvé son époux car elle est enceinte.
- Épisode 3 : Ross s'apprête à fêter l'ouverture de Wheal Leisure, alors qu'il y a des rumeurs quant à la nature des relations qu'il entretiendrait avec son aide de cuisine, Demelza. Francis et Elizabeth célèbrent la naissance de leur fils, Geoffrey-Charles. Ross doit se battre pour disculper un des mineurs de sa mine, Jim, attrapé en train de braconner sur les terres d'un lord des environs.
- Épisode 4 : Pour faire taire les rumeurs, Ross décide d'épouser Demelza. Les nouvelles du mariage se répandent au sein de la communauté. C'est alors que les Poldark de Trenwith, Francis et Elizabeth, invitent les jeunes mariés à célébrer la Noël. À cette invitation, Demelza est très anxieuse à l'idée de faire tache dans ce monde qu'elle ne connaît pas.
- Épisode 5 : Demelza donne naissance à une fille, Julia, et se résout à aider Verity à reconquérir le capitaine Blamey. Ross reçoit la visite du Dr Dwight Enys, un vieil ami. Le cousin de Ross, Francis, a des problèmes avec les jeux de cartes et met en danger tout ce qu'il possède de plus cher.
- Épisode 6 : À la prison de Bodmin, après avoir perdu son procès, Jim est gravement malade. Ross et Dwight tentent une mission pour le soigner et le faire sortir de prison. Demelza est impatiente d’assister au bal donné par le richissime banquier George Warleggan, déterminé à détruire Ross et son entreprise.
- Épisode 7 : Francis blâme Ross à tort, pour avoir aidé Verity à revoir le capitaine Blamey. Mark, un mineur, suspecte Dwight et son épouse Keren d'entretenir des relations hors mariage, ce qui entraînera une série d’événements désastreux qui auront des conséquences fatales et mettront en danger la vie de chacun à Nampara.
- Épisode 8 : George Warleggan étend son empire en lançant en mer un nouveau navire et cause la faillite de la Carnmore Company. Ross accuse Francis de l'avoir trahi avec l'ennemi, mais lorsque ce dernier et sa femme, Elizabeth, sont atteints de la gorge putride, Demelza s'expose à la maladie pour les sauver.

### Deuxième saison (2016)
Le 8 avril 2015, la BBC a annoncé qu'une deuxième saison avait été commandée.
Cette saison de dix épisodes a été diffusée entre le 4 septembre et le 6 novembre 2016.
- Épisode 1 : Ross est accusé d'appel à l’émeute, de vol et d'agression. Elizabeth demande de l'aide à George pour blanchir Ross.
- Épisode 2 : Demelza fait une erreur en tentant d'aider Ross dans le procès. Jud apparaît comme témoin au procès. Francis est au plus mal et tente l'irréparable.
- Épisode 3 : Ross et Demelza sont face à la ruine financière et George prend sa revanche sur Jud. Francis, quant à lui, tente de reconstruire sa vie et envoie une invitation à Ross et Demelza. Un heureux événement pourra-t-il réparer leur querelle ?
- Épisode 4 : Ayant besoin d’argent pour ouvrir une mine libre de l’influence de George, Ross conclut un accord avec un contrebandier local. Dwight tente de diagnostiquer une épidémie et reçoit l’aide d’un bienfaiteur anonyme.
- Épisode 5 : George essaie une nouvelle fois de prendre le dessus sur Ross. Francis paie malheureusement le prix d'une découverte capitale pour Wheal Grace.
- Épisode 6 : Ross joue une nouvelle fois avec le feu dans une opération de contrebande. Demelza commence à douter de l'amour de Ross.
- Épisode 7 : Ross tente de retrouver son ami Mark Daniels. Quant à Dwight, il hésite entre son amour pour Caroline et ses patients, partir ou rester ? L'informateur est démasqué.
- Épisode 8 : Ross tente d'empêcher Elizabeth d'accepter l'offre de George. Verity annonce, quant à elle, une grande nouvelle.
- Épisode 9 : Demelza cherche définitivement à se venger et décide de se rendre seule à la fête donnée par Sir Hugh.
- Épisode 10 : Après plusieurs mois sans nouvelles de Caroline, Dwight en reçoit enfin et fait un choix important avec le soutien de son ami, Ross. Demelza, toujours en colère, cherche à se venger et va se confronter à Elizabeth. Ross est sur le point de prendre une décision importante.

### Troisième saison (2017)
La troisième saison est diffusée en Angleterre depuis le 11 juin 2017.
- Épisode 1 : Elizabeth donne naissance à un fils, Valentin, un mois avant le terme officiel de sa grossesse. George est-il vraiment le père de l’enfant ? Rien n’est moins sûr. Elle fait semblant de tomber dans les escaliers pour justifier son accouchement prématuré auprès de George et ainsi éviter les éventuelles interrogations. Les frères de Demelza, Sam et Drake, viennent la chercher pour la ramener auprès de leur père mourant. George engage Morwenna, une cousine d'Elizabeth, comme gouvernante pour Geoffrey-Charles. Dwight épouse Caroline.
- Épisode 2 : Drake et Morwenna tombent amoureux, malgré les mises en garde de Ross. Sam est à la recherche d’une église pour prêcher. Il se rend dans celle située sur les terres de George Warleggan et le provoque involontairement lors d’un office religieux. George le fait bannir de l’église. Ross se voit proposer un poste de magistrat qu’il refuse mais que George s’empresse d’accepter. Le capitaine Blamey et le Dr Enys sont portés disparus en mer, aux abords de la France, en pleine Révolution. Ross tente d’en savoir plus pour venir en aide à ses amis et prend contact avec Tholly Tregirls, un ancien ami de son père. Il apprend que le capitaine Blamey est bien sain et sauf, par contre, le bateau dans lequel se trouvait le Dr Enys a été capturé par les Français. Il est tenu prisonnier. Ross décide de partir à sa recherche.
- Épisode 3 : Ross et Tholly sont en France et parviennent à obtenir des informations concernant Dwight, qui serait bien vivant. Demelza autorise ses frères à utiliser une ancienne grange de Nampara pour prêcher, sans attendre le retour de Ross. George propose à Elizabeth de quitter Trenwith et de s’installer dans son manoir de Truro pour s’éloigner le plus possible de Ross. Elle accepte et part avec Valentin, laissant Geoffrey-Charles seul avec Morwenna. Elizabeth semble cependant complètement désemparée et commence à prendre des calmants.
- Épisode 4 : George use de son pouvoir de magistrat à la cour pour punir lourdement des voleurs de nourriture en cette période de famine. Ross et Demelza tentent d’aider les plus démunis à se nourrir en leur offrant du grain. George essaye d’arranger un mariage entre Morwenna et Osborne Whitworth, un répugnant personnage mais issu d’une noble famille. Morwenna continue de voir Drake et ne souhaite pas de ce mariage arrangé avec Osborne. Demelza donne naissance à une petite fille, Clowance.
- Épisode 5 : Drake se cherche désormais un nouveau but dans la vie depuis que Morwenna lui a fait comprendre à contre cœur qu’ils ne pourront jamais être ensemble. Il accompagne Ross en France pour retrouver Dwight. Non sans peine, ils parviennent à infiltrer la prison et ainsi sauver le Dr Enys et le lieutenant Armitage. George tente d’obtenir des faveurs de Lord Falmouth, un homme politique local.
- Épisode 6 : Morwenna avoue son amour à Drake, leurs sentiments l’un pour l’autre sont trop forts pour être reniés. La jeune femme refuse de se marier avec Osborne Whitworth ce qui met George en colère. Le Dr Enys a du mal à retrouver sa vie d’avant, les scènes de guerre qu’il a vécues ne cessent de le hanter et Caroline ne semble pas savoir comment le réconforter. Il se confie au lieutenant Armitage. La tension monte d’un cran entre Ross et George lorsque ce dernier fait emprisonner Drake pour un vol qu’il n’a pas commis. George parvient à ses fins en proposant un marché à Morwenna, il l'oblige à épouser Whitworth en échange de la liberté de Drake. Geoffrey-Charles est envoyé au pensionnat.
- Épisode 7 : Morwenna, profondément malheureuse, attend un enfant. Elle est obligée de se soumettre à tous les désirs de son mari et souffre énormément. Ross est sollicité pour un poste au Parlement, mais refuse de se présenter aux élections, ne voulant pas devenir une marionnette. C’est finalement George qui devient candidat. Demelza est flattée par les avances du lieutenant Armitage. Tante Agatha se réjouit à l’idée de fêter ses 100 ans, jusqu’à ce que George découvre qu’elle n’a en réalité que 97 ans et décide d’annuler la fête. Très en colère contre George, elle le pique à vif une toute dernière fois avant de mourir, en lui faisant comprendre qu’il n’est peut-être pas le père de Valentin.
- Épisode 8 : George est élu député. Depuis les aveux d’Agatha, il a des soupçons sur sa paternité ; est-il réellement le père de Valentin ? Il va interroger le Dr Enys sur le sujet et se montre de plus en plus distant et froid avec Elizabeth et le petit Valentin. En se rendant sur la tombe d’Agatha, Ross rencontre Elizabeth. Elle lui fait part de son mal-être et lui exprime ses doutes. Ross ne peut s’empêcher de l’embrasser avec tendresse. Le lieutenant Hugh Armitage continue de courtiser Demelza qui n’est pas insensible à son charme. Quant à Morwenna, elle donne naissance à un fils avec difficulté. Sa santé étant très fragile, le Dr Enys préconise une pause dans les relations conjugales, mais son indigne mari, Osborne Whitworth, ne semble pas s’en préoccuper et continue d’abuser d'elle. Rowella, la sœur de Morwenna, séduit Whitworth.
- Épisode 9 : Des navires français ont été aperçus au large de la côte, Ross est appelé à organiser et diriger la défense. George s’en prend indirectement à Ross en vandalisant la forge de Drake. Le jeune homme vient en parler à Elizabeth qui demande immédiatement et fermement à George d’arrêter ses actes répréhensibles. George veut savoir si Valentin est bien son fils, il pose clairement la question à Elizabeth qui lui jure qu’il est bien le père de cet enfant, niant toute liaison avec un autre homme. Elizabeth et Ross savent pourtant très bien que cet enfant est le leur. Ce mensonge permet à Elizabeth de regagner la confiance de son mari qui lui jure de ne plus jamais douter de sa sincérité. Rowella apprend qu’elle est enceinte de Whitworth et lui propose un marché : contre 500 livres, elle serait d’accord pour épouser le bibliothécaire Arthur Solway. Hugh Armitage sait qu’il sera très bientôt aveugle et demande à Demelza de s’offrir à lui avant de plonger dans l’obscurité pour toujours. Ross se doute de ce qui se passe mais Demelza refuse qu'il lui pose une quelconque question.

### Quatrième saison (2018)
Le tournage de la quatrième saison a débuté en septembre 2017. Initialement, la chaine BBC One annonce que sa diffusion aurait lieu en juillet et août 2018 mais décale finalement la date au 10 juin 2018. À la suite de cette nouvelle, la chaine révèle une première bande-annonce. Pour cette quatrième saison, la scénariste Debbie Horsfield annonce avoir adapté la dernière partie du livre The Four Swans, sixième livre de la saga de Winston Graham ainsi que l'intégralité du tome 7 : The Angry Tide. Le casting accueille un nouveau participant : Louis Davison, qui avait joué précédemment dans Miss Peregrine et les Enfants particuliers de Tim Burton en 2016, et qui décroche son second rôle en incarnant Geoffrey Charles Poldark adolescent.
- Épisode 1 : Ross et Demelza essayent tant bien que mal de sauver leur mariage. Ils s’avouent tous les deux coupables d’actes qu’ils n’auraient jamais dû commettre. Ross, grâce à un discours au pied de la potence, sauve ses beaux-frères Sam et Drake de la pendaison. Dwight et Caroline attendent un enfant. Hugh Armitage, candidat aux élections contre George Warleggan, est en mauvaise posture et écrit une lettre à Demelza dans laquelle il lui exprime son profond amour.
- Épisode 2 : Hugh Armitage ne pourra plus se battre pour les élections. Lord Falmouth demande alors à Ross de se porter candidat. Il accepte sa désignation avec toutes les conséquences que cela pourra avoir. Hugh demande à Demelza de lui donner un dernier espoir, mais elle est dans l’incapacité d’assouvir ce souhait. Le jeune poète meurt. Morwenna revoit Drake sur la plage. Rowella croise Osborne Whitworth au village et lui apprend qu’elle n’a finalement jamais été enceinte. Ross remporte les élections en battant George de justesse. Poldark doit maintenant rejoindre Londres pour occuper ses fonctions.
- Épisode 3 : Élu au Parlement, Ross part pour Londres. Les semaines et les mois passent. Alors que Ross défend corps et âme ses idées au Parlement, Demelza le conjure de revenir car sa mine est en difficulté. Les retrouvailles sont froides entre Ross et Demelza qui s'interrogent sur leurs sentiments respectifs. George, qui ne se résigne pas à son échec face à Ross aux élections, se rapproche d'un certain Monk Adderley. Il souhaite lui acheter la circonscription de Bishop’s Castle et ainsi regagner un siège au Parlement. Caroline a accouché d'une petite Sarah mais elle ne semble pas vraiment attachée à ce bébé contrairement à Dwight qui remarque bientôt quelque chose d'inquiétant chez le nourrisson.
- Épisode 4 : La petite Sarah meurt à cause d’une malformation congénitale du cœur. Dwight n’a rien pu faire pour la sauver. Caroline, qui n’avait pourtant jamais réellement désiré cet enfant mais s’y était attachée, a du mal à faire son deuil. Elle décide de quitter Dwight pour quelques mois et part seule pour Londres. Une inondation ravage la mine et manque de coûter la vie à Ross. Osborne cherche un moyen d’envoyer Morwenna dans un asile. Ross repart pour Londres, laissant Demelza une nouvelle fois seule.
- Épisode 5 : Osborne Whitworth est brutalement tué par Arthur Solway, le mari de Rowella, qui a découvert leur liaison. Morwenna se retrouve enfin libérée de son ignoble mari. Drake Carne était sur le point d’épouser Rosina, une jeune et douce femme du village, lorsque Demelza lui annonce la mort d’Osborne. Drake abandonne Rosina et part immédiatement voir Morwenna pour lui demander de reprendre leur relation. Morwenna refuse, terriblement déprimée et se sentant corrompue par son défunt mari, elle ne semble pas décidée à refaire sa vie. Drake est soupçonné à tort de l’assassinat d’Osborne, sa ferme est incendiée. Ross poursuit ses grands discours au Parlement et surveille discrètement Geoffrey Charles à Londres. Il tente de convaincre Caroline de revenir auprès de Dwight.
- Épisode 6 : Ross rencontre le premier ministre qui lui demande de modérer ses propos. Geoffrey Charles tombe dans les vices de Londres. Heureusement, Ross est là pour le remettre sur le droit chemin. Il ramène le jeune garçon à Trenwith et s’accorde un peu de temps avec Elizabeth en l’absence de George. Nat Pearce qui a détourné les fonds de la Pascoe Bank meurt. Une crise bancaire éclate et George essaie une fois de plus d’en tirer profit. Ross est en mauvaise posture mais va tenter un stratagème pour sauver la Pascoe Bank. Demelza demande de l’aide à Lord Falmouth. Caroline est de retour auprès de Dwight et lui demande de la suivre à Londres. Drake revoit Morwenna et la supplie de leur donner une nouvelle chance. Elle refuse une nouvelle fois, se sentant prisonnière de ce qu’elle est devenue. Elle attend un nouvel enfant de son défunt mari. Elizabeth aussi est enceinte. Victime de nausées et d’évanouissements répétitifs, elle est contrainte de l’annoncer à George. Ross retourne à Londres et propose à Demelza de l’accompagner.
- Épisode 7 : Elizabeth quitte Trenwith pour rejoindre Londres et rester aux côtés de George pendant sa grossesse. Ils organisent un bal de charité chez eux. Demelza fait connaissance avec les mondanités de la capitale durant cette soirée. Monk Adderley commence à s’intéresser à elle. Ross voit cela d’un très mauvais œil. Il s’en prend violemment à Monk qui le défie de l’affronter en duel. Ross remporte le duel, Monk Adderley meurt. Geoffrey Charles rend visite à sa mère et annonce innocemment que Valentin est le portrait craché de Ross. Cette parole du jeune homme va réveiller les vieux soupçons de George : il prend réellement conscience que Valentin n’est pas son fils mais bel et bien celui de Ross. Morwenna va à la rencontre de Drake et lui explique pourquoi elle l’a repoussé après la mort d'Osborne.
- Épisode 8 : Elizabeth se rend en secret chez un médecin et lui fait part de son souhait de vouloir accoucher prématurément. L’homme lui donne une potion à base d’ergot de seigle tout en la mettant en garde du danger. Ne voyant aucune autre solution pour apaiser les soupçons de son mari concernant Valentin, Elizabeth avale la potion et accouche à 8 mois d’une petite fille Ursula (surnommée « little she-bear »). George, follement heureux, lui promet d’être meilleur et lui annonce au même moment qu’il va être nommé chevalier et qu’elle sera une lady. Le lendemain de l’accouchement, Elizabeth meurt avec George à son chevet. Le Dr Enys découvre le flacon d’ergot et comprend alors que la mort d’Elizabeth n’est pas due au hasard. Drake fait une nouvelle proposition à Morwenna qui accepte de l’épouser.

Le dernier épisode de cette saison commence par un flashback de quelques minutes. Nous sommes 20 ans en arrière, lors d’une fête à Trenwith. On y voit George, Ross et Francis. Ils sont tous les trois amoureux de la jeune Elizabeth.

### Cinquième saison (2019)
BBC One annonce mi-mai 2018 qu'une cinquième saison verra le jour, mais que ce sera la dernière de la série anglaise. D'après des rumeurs provenant de BBC One, Debbie Horsfield devrait adapter les cinq derniers tomes des romans de Winston Graham. En juillet 2018, Eleanor Tomlinson et Aidan Turner annoncent que la cinquième saison sera aussi la dernière.
La cinquième saison qui compte huit épisodes d'environ une heure est diffusée sur BBC One entre le 14 juillet et le 26 août 2019.
- Épisode 1 : Le colonel Despard, emprisonné à Londres demande de l’aide à Ross. Demelza fait face aux tensions des villageois qui se révoltent contre le manque de travail. George ne s’est pas encore remis de la mort d’Elizabeth et subit des hallucinations. Morwenna tente, tant bien que mal, de se reconstruire aux côtés de Drake qui se montre très compréhensif.
- Épisode 2 : Ross et Demelza s'efforcent de restaurer la réputation de Ned Despard, mais un pamphlet écrit par son ancien secrétaire au Honduras et faisant son éloge est mis en circulation par Demelza, qui n'a pas prévu les conséquences de son acte. Geoffrey Charles s'éprend de Miss Hanson, la fille de Ralph Hanson, qui est en fait un propriétaire d'esclaves et soutient le commerce des esclaves, et qui est responsable des fausses accusations contre le colonel Despard. Dwight donne une conférence devant des médecins sur la maladie mentale, mais son opinion dérange à la majorité de l'auditoire excepté un avocat, qui lui demande de témoigner en faveur de son client, accusé de haute trahison, et qui montrerait des signes de folie.
- Épisode 3 : Après leur retour en Cornouailles, les Enys et les Poldark espèrent que Ned Despard pourra se faire oublier en travaillant dans la mine de Ross. Cependant sa femme Kittu n'est pas bien acceptée par les habitants, et un incident incite Caroline à organiser une fête en son honneur. Malheureusement la fête ne se déroule pas comme prévu puisque Caroline invite Lady Whitmorth, qui vient avec Mr. Hanson. Un éboulement se produit dans une des mines des Warleggan, George étant occupé ailleurs, Ross et Ned s'en occupent secrètement, avec l'aide de Dwight, Geoffrey Charles, les frères Carne et Zacky Martin. Ils réussissent à faire sortir tous les mineurs, mais ils ne sont pas tous en vie. Le comportement agité et imprudent de Ned Despard et le fait que Ross ne fasse rien pour le raisonner amènent Demelza et Kitty à se demander si l'un n'entraînerait pas l'autre dans sa chute. Ross obtient un prêt de l'oncle de George, pour la première année de Geoffrey Charles à l'académie militaire.
- Épisode 4 : Le retour de Despard au Honduras redonne de l'espoir à Ross, mais il découvre que son nouvel ennemi Ralph Hanson est revenu à Truro. Demelza continue d'aider la communauté, et Dwight gagne des patients inattendus, mais ses absences ont des conséquences imprévues. Morwenna, qui souffre toujours de la perte de son fils, commence à s'enfuir secrètement du village, et Drake se demande où elle va. Sam et Rosina se rapprochent alors que Rosina aide à l'école ; Geoffrey Charles et Cecily continuent de se voir en secret, mais la découverte des plans de Ralph et Cary les plonge dans le désarroi. Pendant ce temps, Ralph recrute de l'aide pour Tess et mécontente les habitants en tramant un complot contre les Despard et les Poldark.
- Épisode 5 : Ross retourne à Londres avec les Despard et les Enys dans l'espoir d'assurer enfin le départ de Ned et Kitty pour le Honduras. Alors que les banques commencent à émettre du papier au lieu d'or, Demelza se trouve en terrain inconnu avec ses employés et les habitants, et Tess et Jacka en profitent. Morwenna évoque sa souffrance d'être séparée de son fils, et Drake fait l'impossible pour apaiser sa peine. Pendant ce temps, Geoffrey Charles montre clairement son intention d'épouser Cecily, les mettant tous les deux en difficulté. George fait son premier discours au Parlement, prenant parti pour l'esclavage, pour soutenir sa nouvelle entreprise avec Hanson. Ross doit se dresser contre lui, mais la nature entêtée de Ned les dessert tous les deux. Alors que George complote une fois de plus contre son vieil ennemi, ses alliés mettent en place un plan pour se débarrasser définitivement de leurs opposants.
- Épisode 6 : Ross se bat pour la liberté de Ned, pendant que George se prépare à épouser Cecily et finalise son accord avec Hanson et Merceron. Georffrey Charles est forcé de mettre en place un plan désespéré pour s'enfuir avec Cecily avant le mariage, et Demelza découvre un voleur dans la mine. Alors que Drake et Morwenna profitent enfin des joies du mariage, l'attachement grandissant de Sam pour Rosina est menacé par Tess, qui affirme chercher à mener une vie plus pure. Alors que le procès de Ned se présente très mal, Ross implore l'aide de Dwight pour tenter de sauver son ami.
- Épisode 7 : Demelza découvre que les Français passent des armes en contrebande en Cornouailles, mais Ross est déterminé à se venger de Merceron et Hanson pour l'exécution de Ned et retourne à Londres pour les confronter. Les Enys le suivent, et Caroline doit mettre de côté ses soupçons pour aider Kitty dans sa lutte contre Merceron, attirant l'attention sur elle à son tour. Sam continue de fréquenter Tess sans précaution, alors que Cecily et Geoffrey Charles planifient leur fuite avec l'aide de Ross, mais les dangers qui rôdent autour des Poldark les rattrapent rapidement.
- Épisode 8 : Plusieurs mois ont passé pendant lesquels Ross s'est infiltré dans les forces d'invasion françaises, et ils se préparent à accueillir leur chef, le général Toussaint. Cependant, le fait que Ross préfère garder ces secrets ravive de vieux doutes et met en péril ses amis, son mariage et sa vie. Pendant ce temps, Morwenna et Drake se préparent à accueillir leur bébé, et George se penche sur les moyens de se débarrasser de Ross une fois pour toutes, avec l'aide de Merceron et Hanson. Leurs vies étant mises en danger, Ross et ses amis doivent mettre en œuvre leur plan le plus osé, pour sauver le pays et eux-mêmes des ennemis intérieurs et extérieurs;

## Autres adaptations
Les romans ont été adaptés plusieurs fois à la télévision par la BBC : 
- 1975 : Poldark (en) (29 épisodes, 2 saisons) ;
- 1996 : Poldark, téléfilm de Richard Laxton.